# Ваљес Оксидентал
Ваљес Оксидентал (шп. Vallés Occidental, гал. Vallès Occidental) регија је Каталоније, једне од 17 аутономних заједница Шпаније. Граничи се са Беђасом на северу, Ваљес Оријенталом на северу и североистоку, Баиш Љобрегатом на западу и Барселоном на југу. Јединствени је у регији јер има два управна града, Сабадељу и Тарасу, и са Ваљес Оријенталом чини највећи округ Вељеса.